# Naczelna Izba Aptekarska
Naczelna Izba Aptekarska – instytucja centralna samorządu zawodu zaufania publicznego, sprawującego pieczę nad wykonywaniem zawodu zaufania publicznego, jakim jest zawód farmaceuty.
Naczelna Izba Aptekarska i okręgowe izby aptekarskie stanowią samorząd aptekarski, jako reprezentację zawodowych, społecznych i gospodarczych interesów tego zawodu. Samorząd zawodu aptekarskiego jest niezależny i podlega tylko ustawom. Naczelna Izba Aptekarska i okręgowe izby aptekarskie mają osobowość prawną. Siedzibą Naczelnej Izby Aptekarskiej i jej organów jest miasto stołeczne Warszawa. Obszar działania poszczególnych okręgowych izb aptekarskich oraz ich siedziby ustala Naczelna Rada Aptekarska, uwzględniając zasadniczy podział terytorialny państwa. Po reformie administracyjnej państwa funkcjonuje w Polsce 20 okręgowych izb aptekarskich.
Prezesem Naczelnej Izby Aptekarskiej jest Elżbieta Piotrowska-Rutkowska.

## Okręgowe izby aptekarskie
Okręgowe izby aptekarskie prowadzą rejestry farmaceutów i przydzielają numery prawa wykonywania zawodu farmaceuty (PWZF). Dwie pierwsze cyfry tego numeru są kodem okręgowej izby aptekarskiej, a ostatnia jest cyfrą kontrolną.
| 01 | Okręgowa Izba Aptekarska w Białymstoku     |
| 02 | Beskidzka Okręgowa Izba Aptekarska         |
| 03 | Pomorsko-Kujawska Okręgowa Izba Aptekarska |
| 04 | Częstochowska Okręgowa Izba Aptekarska     |
| 05 | Gdańska Okręgowa Izba Aptekarska           |
| 06 | Śląska Okręgowa Izba Aptekarska            |
| 07 | Kielecka Okręgowa Izba Aptekarska          |
| 08 | Środkowopomorska Okręgowa Izba Aptekarska  |
| 09 | Okręgowa Izba Aptekarska w Krakowie        |
| 10 | Lubelska Okręgowa Izba Aptekarska          |
| 11 | Okręgowa Izba Aptekarska w Łodzi           |
| 12 | Okręgowa Izba Aptekarska w Olsztynie       |
| 13 | Opolska Okręgowa Izba Aptekarska           |
| 14 | Wielkopolska Okręgowa Izba Aptekarska      |
| 15 | Podkarpacka Okręgowa Izba Aptekarska       |
| 16 | Zachodniopomorska Okręgowa Izba Aptekarska |
| 17 | Dolnośląska Okręgowa Izba Aptekarska       |
| 18 | Lubuska Okręgowa Izba Aptekarska           |
| 19 | Okręgowa Izba Aptekarska w Warszawie       |
| 20 | Kaliska Okręgowa Izba Aptekarska           |
| 21 | Naczelna Izba Aptekarska                   |

Naczelna Izba Aptekarska nie przydziela numerów PWZF.